# Дуб'янка

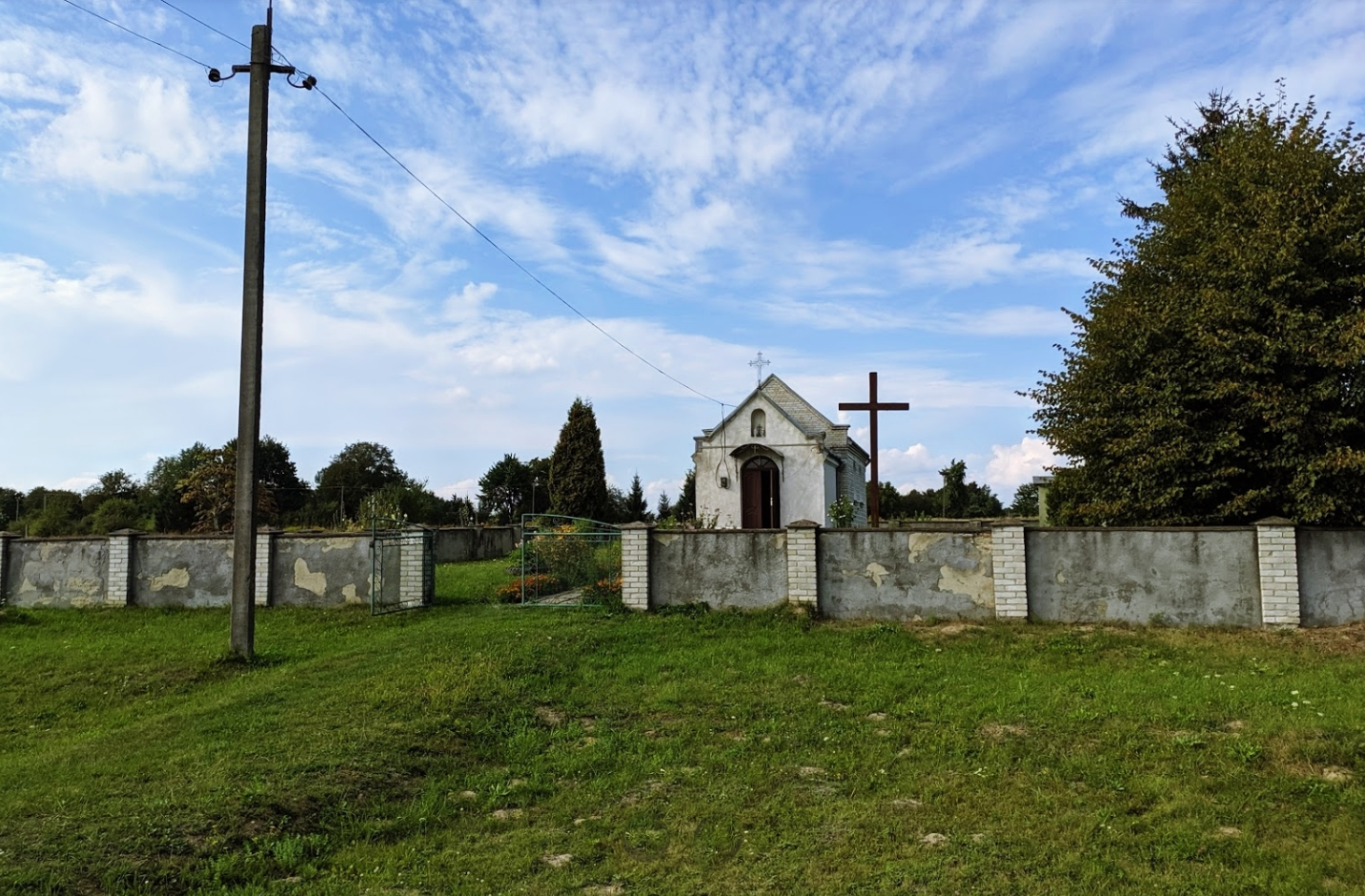
Місцева капличка

Дуб'я́нка —  село в Україні, у Львівському районі Львівської області. Населення становить 47 осіб. Орган місцевого самоврядування - Щирецька селищна рада.

## Населення
За даними всеукраїнського перепису населення 2001 року, у селі мешкало 47 осіб. Мовний склад села був таким:
| Мова       | Число ос. | Відсоток |
| ---------- | --------- | -------- |
| українська | 47        | 100      |